# Rhabdomastix galactoptera
Rhabdomastix galactoptera là một loài ruồi trong họ Limoniidae. Chúng phân bố ở miền Tân bắc.